# Glenn de Blois
Glenn de Blois (Delft, 5 settembre 1995) è uno snowboarder olandese, specializzato nello snowboard cross.

## Biografia
Specializzato nello snowboard cross e attivo a livello internazionale dal dicembre 2010, de Blois ha debuttato in Coppa del Mondo il 23 gennaio 2016, giungendo 149º a Feldberg e ha ottenuto il suo primo podio, nonché la sua prima vittoria, il 23 gennaio 2021, imponendosi a Chiesa in Valmalenco.
In carriera ha preso parte a una rassegna olimpica e a tre iridate.

## Palmarès

### Coppa del Mondo
- Miglior piazzamento nella Coppa del Mondo di snowboard cross: 4º nel 2021
- 1 podio:
  - 1 vittoria

#### Coppa del Mondo - vittorie
| Data            | Luogo                | Paese  | Disciplina |
| --------------- | -------------------- | ------ | ---------- |
| 23 gennaio 2021 | Chiesa in Valmalenco | Italia | SBX        |

Legenda:

SBX = Snowboard cross

### Coppa Europa
- Miglior piazzamento nella Coppa Europa di snowboard cross: 3º nel 2017
- 5 podi:
  - 2 vittorie
  - 2 secondi posti
  - 1 terzo posto

#### Coppa Europa - vittorie
| Data            | Luogo      | Paese    | Disciplina |
| --------------- | ---------- | -------- | ---------- |
| 29 gennaio 2017 | Grasgehren | Germania | SBX        |
| 15 gennaio 2023 | Reiteralm  | Austria  | SBX        |

Legenda:

SBX = Snowboard cross